# Doña Perfecta

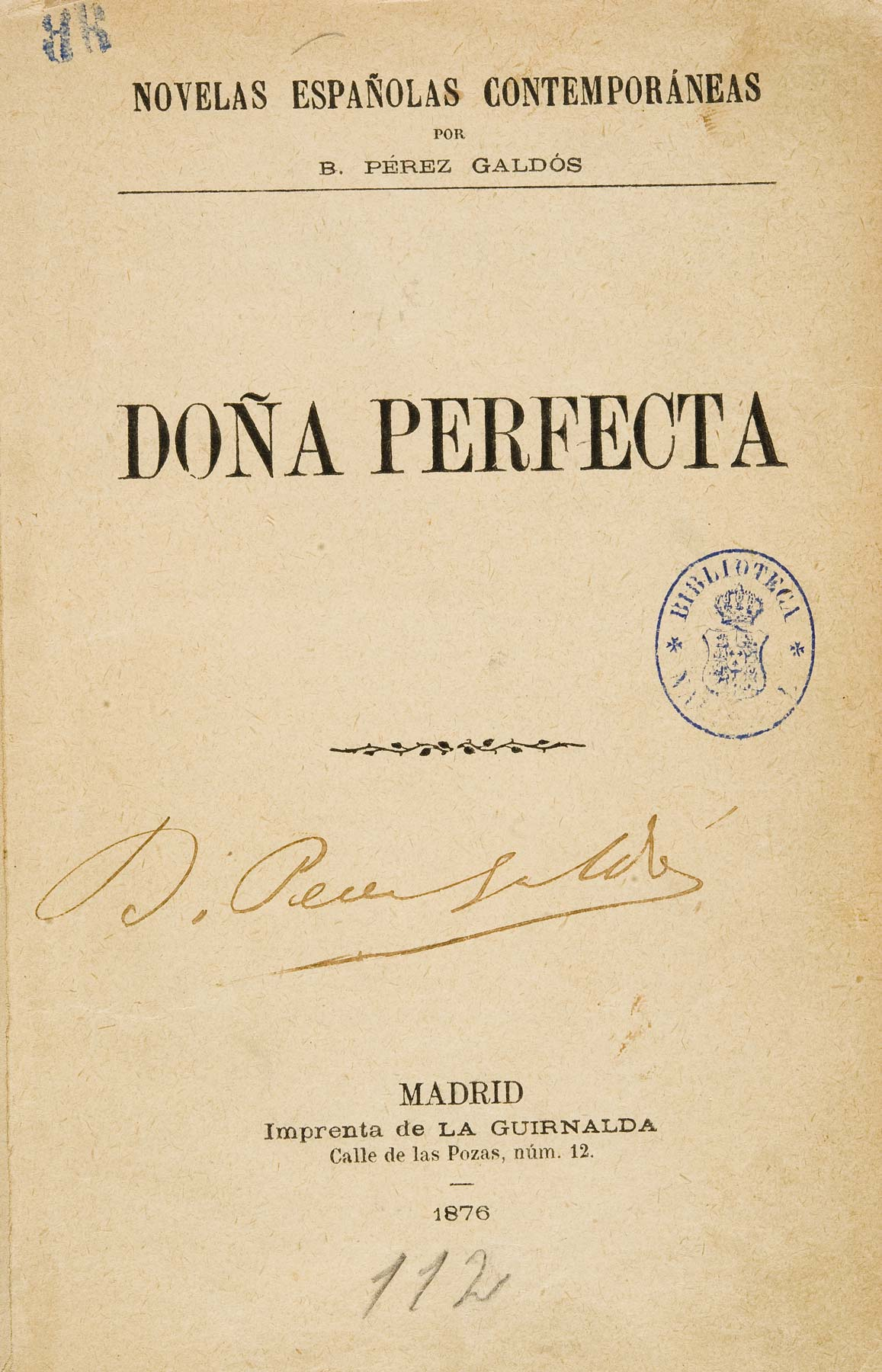
Doña Perfecta (Madrid, Imprenta de la Guirnalda, 1876).

Doña Perfecta ist ein 1876 erschienener Roman von Benito Pérez Galdós.

## Handlung
José de Rey, ein junger Akademiker aus Madrid, reist nach Orbajosa um seine Cousine Rosario zu heiraten. Die Heirat wurde von Rosarios Mutter, Doña Perfecta, und ihrem Bruder, Juan de Rey, vereinbart, da dieser seiner Schwester durch schwere Zeiten hindurchgeholfen hatte. José de Rey wird freundlich im Haus seiner Tante empfangen. Er und Rosario, die sich vorher nie gesehen hatten, verlieben sich ineinander. Jedoch kommt es schon kurz nach Reys Ankunft zu ersten Spannungen mit Don Inocencio, dem Beichtvater des Dorfes. Der Beichtvater lässt kein gutes Haar an den Sitten in Madrid und am Königshof und verurteilt die Wissenschaft als unchristlich. Anfangs kann sich José noch beherrschen, jedoch verleiten ihn die ständigen Angriffe des Geistlichen dazu seine eigene Meinung auszudrücken. Diese Äußerungen führen zu einem Zerwürfnis mit dem Beichtvater. Durch den Disput mit dem Beichtvater kommt es in dem konservativen und religiösen Dorf zu den wildesten Gerüchten über den jungen Akademiker. Und der Disput bringt letztendlich auch die Tante zu der Erkenntnis, dass sie ihre Tochter nicht in die Hände eines Mannes geben will, der Gott und religiöse Traditionen ablehnt. Sie behandelt ihren Neffen weiterhin wie ihren eigenen Sohn, enthält ihm aber ihre Tochter vor. Durch einen weiteren Streit mit seiner Tante sieht sich José gezwungen aus dem Haus auszuziehen. Er bezieht schließlich Quartier in einem kleinen Gasthaus, gibt aber den Plan seine Cousine zu heiraten nicht auf. Zur selben Zeit taucht das Militär in der kleinen Stadt auf. Es hat den Auftrag für Ruhe und Ordnung zu sorgen, da die Regierung vorhat den Bürgermeister und andere Würdenträger abzusetzen. Dadurch gehen Doña Perfecta und Don Inocencio die Verbündeten verloren. Zusammen mit einem befreundeten Soldaten schmiedet José einen Plan um Rosario aus der Stadt zu schaffen. Am Abend, an dem der Plan umgesetzt werden soll, schleicht sich José in den Garten seiner Tante. Zur selben Zeit gesteht Rosario ihrer Mutter die Liebe zu ihrem Cousin und macht außerdem deutlich, dass sie mit ihm noch in derselben Nacht fortgehen werde. Als José jedoch im Garten bemerkt wird, hetzt die Tante einen ihrer Beschützer auf ihn. José findet dabei den Tod und Rosario verfällt aufgrund des Verlustes dem Wahnsinn.

## Erzählstil und Realismusbegriff
Der Roman ist klar dem Realismus zuzuordnen.
Es finden sich allerdings einige Elemente, die mit dem volkssprachlichen Realismusbegriff nicht übereinkommen können:
Die Erzählung ist keinesfalls die „perfekte Mimesis“:
Ganz ähnlich wie im Don Quijote von Miguel de Cervantes unterbricht der Erzähler den Erzählvorgang etwa, indem gesagt wird, der weitere Verlauf der Geschichte sei nicht aus den vorliegenden Quellen ersichtlich, weshalb die Erzählung erst wieder zu einem späteren Zeitpunkt der Geschehnisse aufgegriffen wird. Es wird hier und an anderen Stellen also eine ironische Distanz zum Vorgang des Erzählens deutlich.
Auch findet sich teilweise eine stark mythologisierende Erzählweise, bsp. wenn die Stadt Orbajosa mit einem Sarg verglichen wird, umschlossen von zwei Flüssen.
Insgesamt trifft aber dennoch zu, dass ein möglichst intensives und authentisches Bild einer bestimmten Gesellschaftsschicht gezeichnet werden soll, nämlich des spanischen Kleinbürgertums während der Industrialisierung. 